# Martinus Hendrik Conrad
Martinus Hendrik Conrad (Spaarnwoude, 25 januari 1798 – Arnhem, 20 juni 1854) was een Nederlandse waterbouwkundige.

## Biografie
Hij is de tweede zoon van Frederik Willem Conrad. Net als zijn broers was hij werkzaam in de waterbouwkunde. In 1815 begon hij als opzichter bij werken in Zuid-Holland en bij de aanleg van de haven van Middelburg. In 1817 werd hij aspirant ingenieur met standplaats Breda. Hier hield hij zich samen met B.H. Goudriaan bezig met het ontwerp van het kanaal Maastricht – 's-Hertogenbosch (Zuid-Willemsvaart). Na gereedkomen van het kanaal ging hij kort naar Brugge, maar ging na de Belgische revolutie van 1830 weer naar Noord-Nederland, waar hij met de inmiddels tot  hoofdingenieur bevorderde B.H. Goudriaan belast werd met het maken van rivierkaarten.
In 1834 werd hij de arrondissementsingenieur van Arnhem (waar ook Zutphen onder viel). In samenwerking met Franse en Duitse collega's heeft hij veel gedaan aan de rivierverbetering van de Rijn in deze landen. In 1844 heeft hij een advies gegeven metH.F. Fijnje van Salverda  en F.W, Conrad over de watervoorziening voor Amsterdam. Samen met Fijnje heeft hij in 1846 geadviseerd over de waterhuishouding van het Polderdistrict De Bommelerwaard boven den Meidijk. In 1849 werd hij hoofdingenieur met standplaats Arnhem. 
Hij deed ook advieswerk buiten zijn taak als waterstaatsingenieur, zoals een advies bij de aanleg van de Donau-Tisza verbinding (het Kleine Bačkakanaal). Ook heeft hij het ontwerp gemaakt voor de spoorlijnen van Harlingen naar Groningen en van Leeuwarden naar Meppel.
- Biografisch Portaal: 05073592
- Digitale Bibliotheek voor de Nederlandse Letteren: conr014
- Nederlandse Thesaurus van Auteursnamen: 180644807
- Virtual International Authority File: 280007313
- WorldCat: E39PCjHvHdc6gCV3Yw6M6QWj3P